# Голубєв Віталій Миколайович
Віталій Миколайович Голубєв (нар. 19 грудня 1926 року, села Костяново Угличського району Ярославської області) — радянський та український ботанік, доктор біологічних наук, професор, заслужений діяч науки і техніки України, поет та прозаїк, член Союзу письменників Криму, колекціонер та меценат, з 2013 року Почесний мешканець міста Ялти.

## Біографія
З 1943 року по 1950 рік перебував на службі в Радянській армії, учасник німецько-радянського збройного конфлікту Другої світової війни. Закінчив заочно Московський обласний педінститут у 1951 році та аспірантуру при цьому ж закладі у 1954 році.
Працював в педінститутах Смоленська (1954—1956 роках), Омська (1956—1957 роках), у Головному ботанічному саду АН СРСР в Москві (1958—1959 роках), у Центрально-Чорноземному держзаповіднику під Курськом (1959—1962 роках), у Східносибірському біологічному інституті СВ АН СРСР в Іркутську (1962—1964 роках), у Нікітському ботанічному саду в Ялті (1964—1999 роках).

## Наукова діяльність
У науковій діяльності В. М. Голубєва важливе місце займає дослідження життєвих форм рослин, їх онто та філоморфогенез, проблеми класифікації, значення в екологічно-біологічній структурі рослинних спільнот. Велику цікавість представляють праці, розкриваючи та обґрунтовуючи самобутність рослинності та флори Євроазійської лісостепової природної зони, закономірності взаємовідносин лісу та степу. Ц цьому напрямку Віталієм Миколайовичем детально досліджені трав'яні та лісові спільноти кримських яйл, визначено безмежне безлісся високих яйл і питання захисту рослинності гірського Криму, оптимізації його кліматокомплектуючих, водозахисних, протиерозійних завдань. Досліджена динаміка продуктивності трав'яних ценозів яйл, розроблено новий метод визначення чистої першорядної продукції в межах Міжнародної біологічної програми (1965—1968 роках).

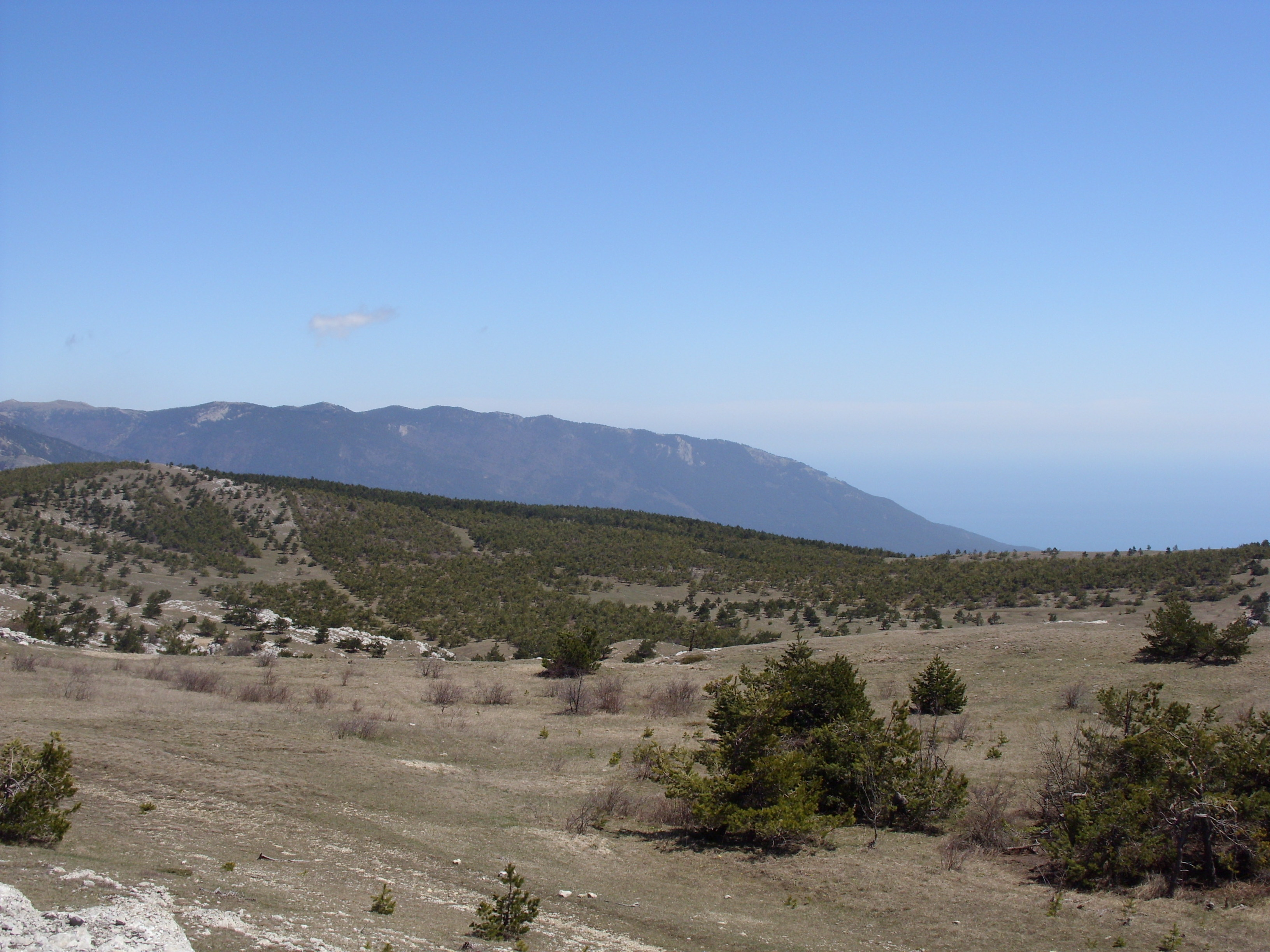
Ялтинські яйла

Велика увага віддана флористичним дослідженням у багатьох районах колишнього Радянського Союзу. Як науковий дослідник рослинності В. М. Голубєв здійснив ботанічні експедиції у Західний Тянь-Шань (1951), Таласький і Заілійський Алатау (1958), на Гісарський хребет хребет (1968), на Кавказ (1977), на Алтай (1977), в Молдову (1978), на Камчатку (1985).
Для Криму створена унікальна «Біологічна флора», яка охоплює 2775 видів квіткових рослин (2008 рік). Постійна увага приділялась вивченню ритмів сезонного розвитку антофітів в складі певних фітоценезів. Розроблена оригінальна методика дослідження рідкісних, зникаючих та особливо цінних видів та рослинних спільнот Криму (1977 рік).

## Літературна та мистецька діяльність
Автор 388 наукових праць, 60 праць з мистецтвознавства та 38 літературно-художніх творів, у тому числі 15 книг.
До 150-річчя міста Ялти у 1987 році, їм передана в дар колекція в кількості 204 творів живопису та графіки відомих українських та російських художників ХХ століття, а до 175-річчя Ялти — 546 живописних та графічних творів живопису художників України та Росії ХХ століття, постійно зберігаються та експонуються в Алупкінському палацовому-парку музеї заповідника.

## Основні наукові праці В.М.Голубєва
- О морфогенезе и эволюции жизненных форм травянистых растений лесо-луговой зоны.//Бюл. МОИП. Отд. биол. — 1957. — Т. 62, вып. 6. — С. 35-57. (рос.)
- К вопросу о классификации жизненных форм.//Труды Центр.-Черноземн. госзаповедника. — 1960. — Вып. 6. — С. 117—156.(рос.)
- Основы биоморфологии травянистых растений Центральной лесостепи. Часть I. Биоморфология подземных органов.//Труды Центр.-Черноземн. госзаповедника. — Вып. 7. -Воронеж: изд-во Воронежского ун-та, 1962. — 511 с. (рос.)
- К методике определения абсолютной продуктивности надземной части травяного покрова луговой степи.//Ботан. журн. — 1963. — Т. 48, № 9. — С. 1338—1345.(рос.)
- Эколого-биологические особенности травянистых растений и растительных сообществ лесостепи. — М.: «Наука», 1965. — 287 с. (рос.)
- К методике определения чистой первичной продукции надземной части растительности травяных сообществ./Соавт. Л. В. Махаева//Ботан. журн. — 1970. — Т. 55, № 8. — С. 1138—1142. (рос.)
- Принцип построения и содержание линейной системы жизненных форм покрытосеменных растений.//Бюл. МОИП. Отд. биол. — 1972. — Т. 77, вып. 6. — С. 72-80. (рос.)
- К проблеме эволюции жизненных форм растений.//Ботан. журн. — 1973. — Т. 57, № 1. — С. 3-10. (рос.)
- Некоторые особенности филоморфогенеза основных биоморф антофитов.//Биол. науки. — 1975. — № 4. — С. 56-63. (рос.)
- Об аналитико-синтетическом моделировании жизненных форм антофитов.//Успехи современ. биологии. — 1977 — Т. 84, вып. 2(5). — С. 281—293. (рос.)
- Эколого-биологические особенности растений и растительных сообществ крымской яйлы.//Труды ГНБС. — 1978. — Т. 74. — С. 5-70. (рос.)
- Проблемы эволюции жизненных форм и филогения растений.//Проблемы эволюционной морфологии и биохимии в систематике и филогении растений. — Киев: «Наукова думка», 1981. — С. 3-29.(рос.)
- Актуальные проблемы экологии опыления антофитов./Соавт. Ю. С. Волокитин//Успехи современ. биологии. — 1985. — Т. 99, вып. 2. — С. 292—302. (рос.)
- К изучению эколого-биологической структуры растительности Крыма.//Сб. научн. трудов ГНБС. — 1987. — Т.101 «Оптимизация окружающей среды и интенсификация растениеводства». — С. 23-36.(рос.)
- Состояние растительности крымской яйлы и вопросы её охраны.//Бюл. МОИП. Отд. биол. — 1989. — Т. 94, вып. 4. — С. 84-89. (рос.)
- Биологическая флора Крыма./Издание 2-е.//Ялта: изд-во «ЧП Цветков С. Л.», 2008. — 126 с. (рос.)